# Nagoya Oceans
Nagoya Oceans – japoński klub futsalowy z siedzibą w mieście Nagoya, obecnie występuje w najwyższej klasie rozgrywkowej Japonii.

## Sukcesy
- Klubowe Mistrzostwa AFC w futsalu (3): 2011, 2014, 2016
- Mistrzostwo Japonii (10): 2007/08, 2008/09, 2009/10, 2010/11, 2011/12, 2012/13, 2013/14, 2014/15, 2015/16, 2017/18
- Puma Cup (4): 2007, 2013, 2014, 2015
- F. League Ocean Cup (5): 2010, 2011, 2012, 2013, 2014